# 天水圍河

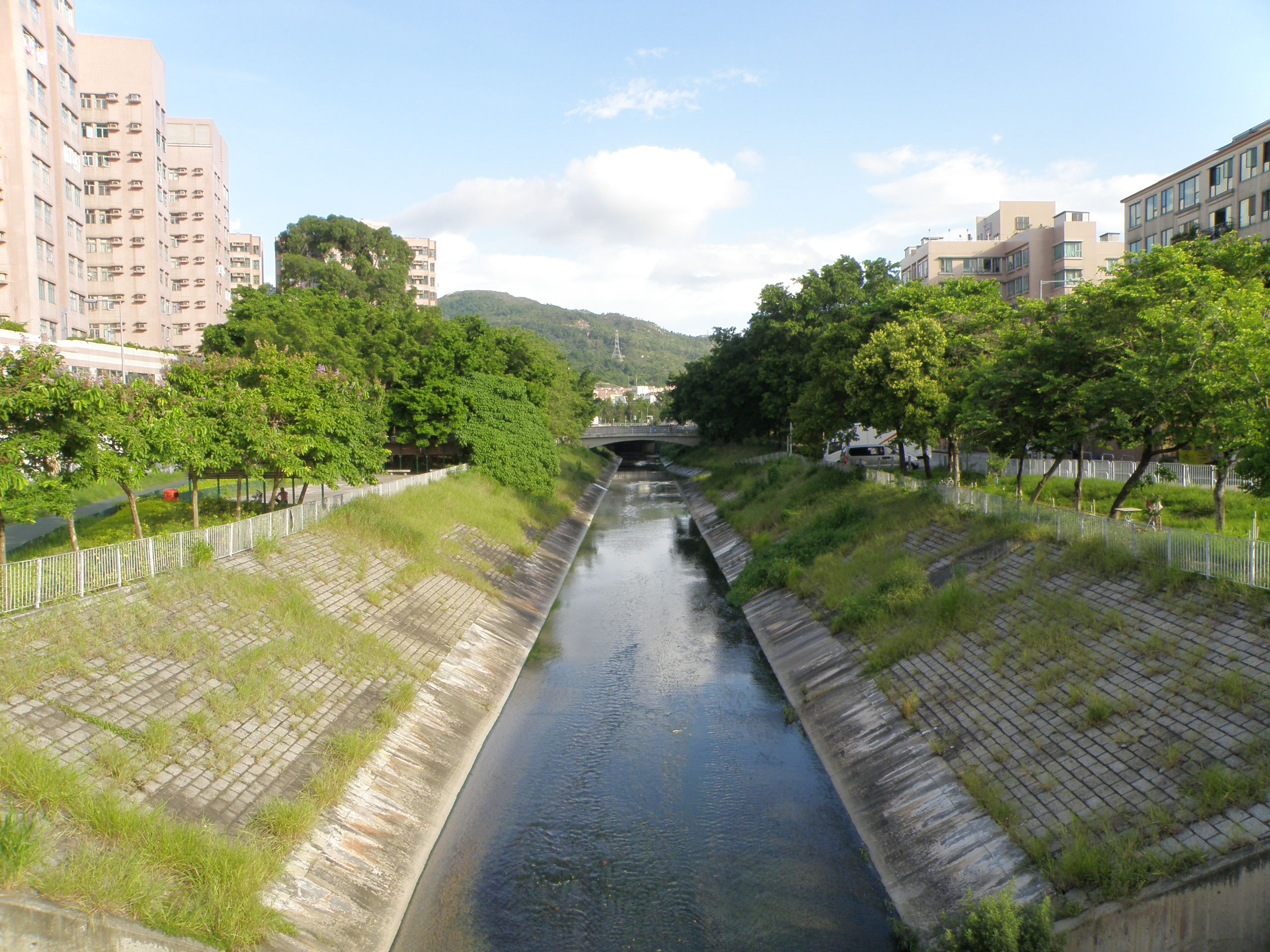
天水圍河洪水橋段

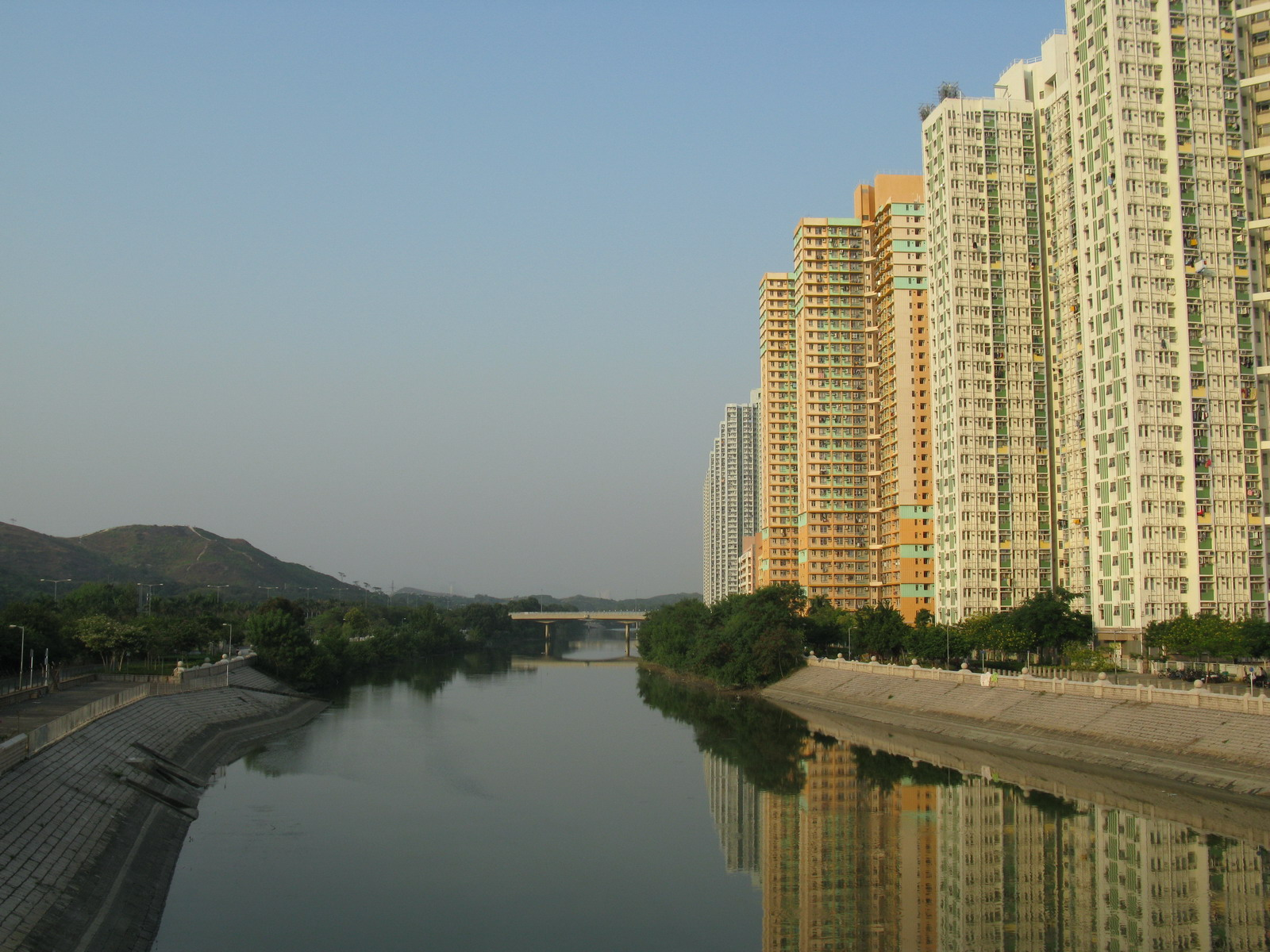
於天恩邨附近的一段天水圍河

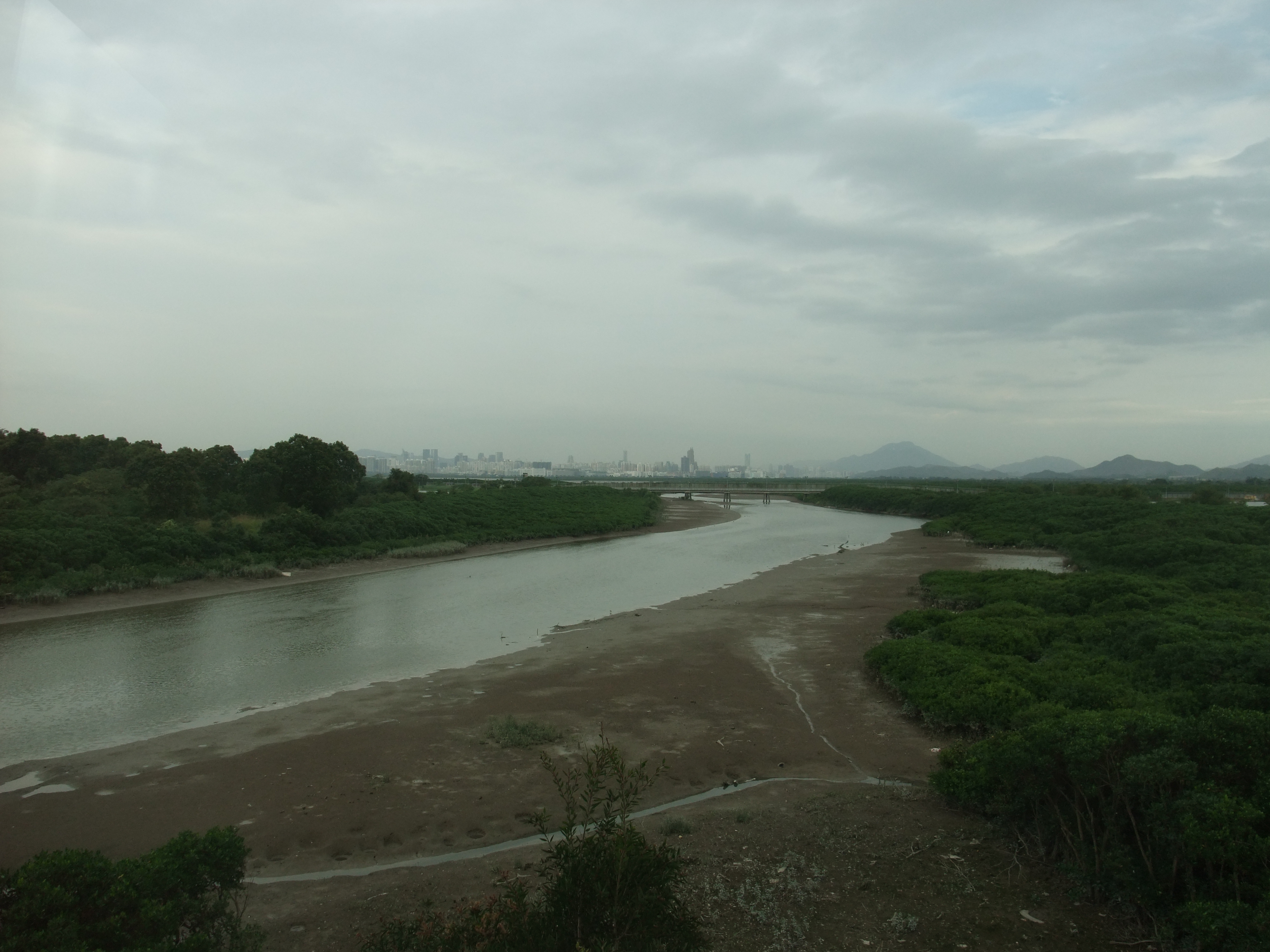
香港濕地公園以北的一段天水圍河，保留著原本的自然模樣

天水圍河（英語：Tin Shui Wai River）是香港新界西北部比較長的明渠，位於元朗區天水圍新市鎮西面，為發展新市鎮時興建的一條人工水道，渠道兩岸設有河畔公園，由拓展署於1990年代發展天水圍新市鎮時興建。
天水圍河有3條支流，分別是廈村河、石埗引水道及田心水道，全長27公里。天水圍渠起源自屯門區九逕山一帶，流經洪水坑水塘、丹桂村、鍾屋村、洪水橋東和石埗村，在沙洲里村思信貨櫃場一帶與廈村明渠匯合。流經沙洲里村和廈村後，流入天盛苑、嘉湖山莊（樂湖居）、天愛苑、天瑞邨（一邨）、天華邨、天恩邨、天澤邨、天恒邨、香港濕地公園北面，最後在輞井圍一帶流入米埔自然護理區。流經天水圍新市鎮的一段河道，是由天然河道改建及拉直而成.

## 事件
2006年，小販羅光清為逃避政府小販管理隊追捕，情急之下跳入渠中欲遊過對岸，最後體力不支溺斃。政府被輿論猛烈抨擊為麻木不仁、見死不救。
2018年，區議員批評兩旁的行人路設施欠定期保養而損壞，出現地磚不平、雜草叢生長期無人清理，路旁設施垃圾堆積以至行人路座椅日久失修等問題。但康文署、食環署和路政署等部門多年來卻視而不見。

## 註腳
1. ↑  . Apple Daily 蘋果日報. 2006-06-27  [2016-09-07]. （原始内容存档于2016-09-17）.
2. ↑  . orientaldaily.on.cc. 東方日報. 2006-06-27  [2016-09-07]. （原始内容存档于2016-09-19）.
3. ↑  李智智. . 香港01. 2018-07-16  [2018-07-23]. （原始内容存档于2019-08-13）.